# Gewerkschaft Öffentliche Dienste, Transport und Verkehr
Die Gewerkschaft öffentliche Dienste, Transport und Verkehr (ÖTV) war eine Gewerkschaft des Deutschen Gewerkschaftsbunds (DGB) mit Sitz in Stuttgart. Sie ging 2001 in der Vereinten Dienstleistungsgewerkschaft (ver.di) auf.

## Geschichte

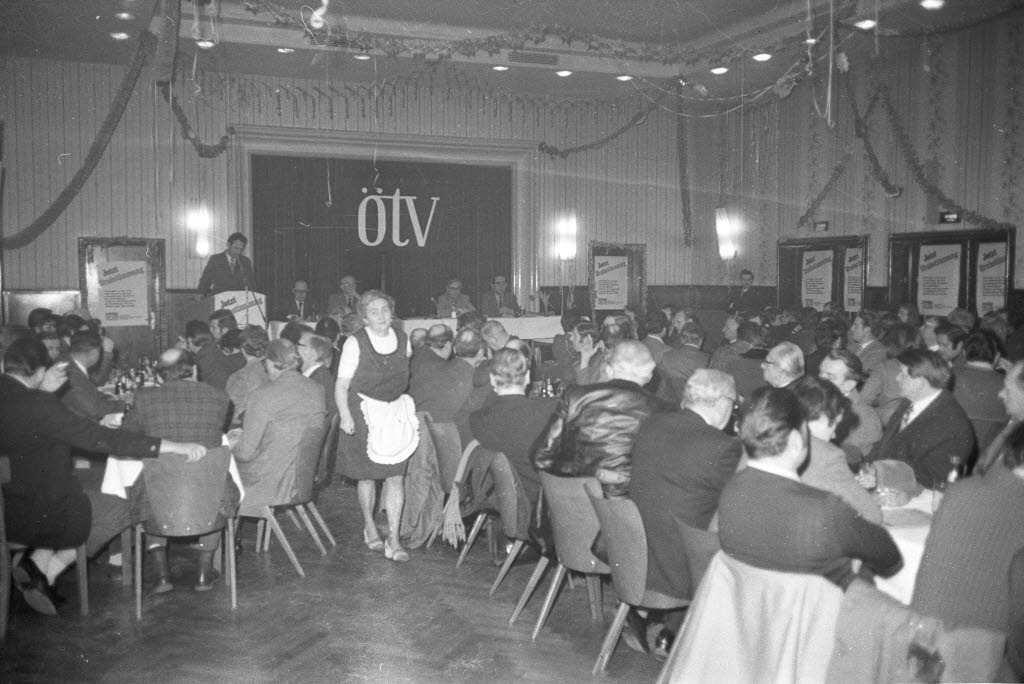
Mitgliederversammlung der ÖTV im Kieler Gewerkschaftshaus (1974)

Vorläufer der ÖTV bis 1933 war der Gesamtverband der Arbeitnehmer der öffentlichen Betriebe und des Personen- und Warenverkehrs, in dem sich 1930 mit dem Deutschen Verkehrsbund, dem Verband der Gemeinde- und Staatsarbeiter, dem Verband der Gärtner und Gärtnereiarbeiter und dem Verband Deutscher Berufsfeuerwehrmänner vier Organisationen zusammenschlossen, deren Geschichte bis zum Zentralverein der Gärtner Deutschlands aus dem Jahr 1889 zurückreicht.
Nach dem Ende des Zweiten Weltkrieges kam es seit 1945 in der amerikanischen, britischen und französischen Besatzungszone zu Gründungen zonaler Gewerkschaften. Auf einem Treffen von Vertretern der zonalen Gewerkschaften am 26. und 27. April 1947 in Oberursel wurde eine interzonale Arbeitsgemeinschaft beschlossen. Sie übernahm die Aufgabe, die Vereinigung der drei Gewerkschaftsorganisationen vorzubereiten. Im November 1947 folgte in Stuttgart eine weitere Sitzung, auf der grundsätzliche Organisationsfragen diskutiert wurden: Die Gewerkschafter aus der nördlich gelegenen britischen Zone wollten einen starken Zentralvorstand, hingegen strebten die süddeutschen Gewerkschafter eine föderalistische Struktur an. Auf einer Tagung der zonalen Hauptvorstände am 22. und 23. Oktober 1948 in Bad Salzuflen brachen die noch ungelösten Organisationsfragen zwischen den Koalitionen auf. Ein strategisches Bündnis isolierte den rheinischen Einfluss und brachte Adolph Kummernuss als künftigen Vorsitzenden der vereinigten Gewerkschaften ins Gespräch.
Nach den Verbandstagen der regionalen Gewerkschaften fand vom 28. bis zum 30. Januar 1949 im Straßenbahner-Waldheim in Stuttgart-Degerloch der Vereinigungsverbandstag statt. Auf der Konferenz, an der 300 Delegierte aus den drei Westzonen teilnahmen, referierte u. a. Viktor Agartz über die Gleichberechtigung in der Wirtschaft. Nach dem offiziellen Zusammenschluss der Gewerkschaften aus der amerikanischen und britischen Zone – die Gewerkschaften der französischen Zone konnten sich erst am 7. Mai 1949 anschließen – wurde Stuttgart als Verwaltungssitz festgelegt. Das zentrale Führungsgremium war der geschäftsführende Hauptvorstand (gHV) mit den gleichberechtigten Vorsitzenden Adolph Kummernuss und Georg Huber.
Im Juni und Juli 1949 konstituierten sich zunächst sieben Hauptfachabteilungen (HFA), deren Zahl im Jahr 1952 durch die Aufteilung der HFA II in zwei Gliederungen auf insgesamt acht HFA erweitert wurde:
1. HFA I: Bund- und Länderbetriebe und Verwaltungen
2. HFA IIK: Kommunalbetriebe und Verwaltungen
3. HFA IIE: Gas-, Wasser- und Energiewirtschaft
4. HFA III: Polizei
5. HFA IV: Gesundheitswesen
6. HFA V: Straßenbahnen, Privat-, Klein- und Nebenbahnen
7. HFA VI: Hafenbahnen, Hafenbetriebe, Schifffahrt
8. HFA VII: Privater Transport, Kraftfahrer und Speditionen.

Zusätzlich hatten die Personengruppen der Frauen und der Jugendlichen jeweils eigene Bundesausschüsse und Bundessekretäre.
Am 30. September 1950 hatte sie 705 465 Mitglieder, 1 234 546 am 31. Dezember 1989, zuletzt ca. 1,5 Millionen Mitglieder und war damit nach der IG Metall die zweitgrößte Einzelgewerkschaft des DGB.
Die Tarifrunden im öffentlichen Dienst 1983 stand unter dem Sparkurs des neuen Innenministers Zimmermann. Die Gewerkschäft ÖTV und der DBB lehnten das Angebot der Arbeitgeber ab, zwischen dem 3. und 6. Mai 1983 organisierte die ÖTV Warnstreiks der Arbeiter, nacheinander in verschiedenen Regionen. Schließlich wurde der Tarifkonflikt durch eine Schlichtungskommission beigelegt.
Im Februar 1986 kam es wieder zu Warnstreiks, mit denen ÖTV, Postgewerkschaft und GdED ihre Forderungen durchsetzen wollten. Dem Kompromiss stimmte die ÖTV-Tarifkommission nur mit 82:24 Stimmen zu.
Die Gewerkschaft Öffentliche Dienste, Transport und Verkehr (ÖTV) begleitete die betroffenen DSR-Beschäftigten im Verlaufe der Privatisierung der Deutschen Seereederei Rostock und stellte z. B. auf einem Informationsblatt zu einer Protestkundgebung der ÖTV und der Betriebsräte am 5. Februar 1993 auf dem Hermann Duncker  Platz vor dem „Haus der Schiffahrt“ das Problem der Ausflaggungen der Schiffe und des Billiglohns für Seeleute im Detail dar und schrieb dazu: „Im konkreten Fall „DSR“ heißt das: 648 deutsche Seeleute werden durch billigere Seeleute ersetzt / davon abhängige Landarbeitsplätze gehen ebenfalls verloren / das Arbeitsamt und damit der Staat und die Allgemeinheit tragen alle Folgekosten der Arbeitslosigkeit  … durch schlechtere Ausbildung , schlechtere Motivationen u. a. m. verursachte Seeunfälle belasten die Umwelt zum Schaden aller.“
Deutschland führte durch den Strukturwandel in der deutschen Handelsflotte mit Beginn von Ausflaggungen schon Anfang der 1970er Jahre bereits kurz vor bzw. mit Beginn der deutschen Wiedervereinigung im Jahr 1989 ein internationales Seeschifffahrtsregister (Zweitregister) ein. Nach Scheitern einer Klage  der Gewerkschaft öffentliche Dienste, Transport und Verkehr  (ÖTV) vor dem Bundesverfassungsgericht  wurde in Deutschland der „Arbeitsmarkt zur See“ liberalisiert, indem Billiglöhne unter deutscher Flagge zugelassen wurden : gemäß der Tageszeitung  Norddeutsche Neueste Nachrichten  vom 17. März 1995 unter der Überschrift „Zweitregister Billigflagge“ (Autor : R.F.)  wurde nach Antrag der ÖTV durch die Internationale Transportarbeiter-Föderation (ITF) das deutsche Zweitregister mit Wirkung vom 1. April 1995 zur Billigflagge erklärt, damit durch einen jeweils abzuschließenden Tarifvertrag  dann international vereinbarte Mindest-Tarif-Sätze und ggf. notwendige Boykottmaßnahmen durch die ITF möglich werden.
2001 fusionierte die ÖTV gemeinsam mit der Deutschen Angestelltengewerkschaft (DAG), der IG Medien, der Deutschen Postgewerkschaft (DPG) und der Gewerkschaft Handel, Banken und Versicherungen (HBV) zur Vereinten Dienstleistungsgewerkschaft (ver.di).
Die Mitgliederzeitschrift der ÖTV hieß in den 1950er Jahren „ÖTV-Presse“, ab 1960 „ÖTV-Magazin“.

## Vorsitzende
- Adolph Kummernuss (1949–1964)
- Heinz Kluncker (1964–1982)
- Monika Wulf-Mathies (1982–1994)
- Herbert Mai (1995–2000)
- Frank Bsirske (2000–2001)